# Scilab
O Scilab é um software científico para computação numérica semelhante ao MATLAB que fornece um poderoso ambiente computacional aberto para aplicações científicas.
Desenvolvido desde 1990 pelos pesquisadores do INRIA (Institut National de Recherche en Informatique et en Automatique) e do ENPC (École Nationale des Ponts et Chaussées), então pelo Consorcio Scilab desde Maio de 2003, Scilab é agora mantido e desenvolvido pelo Scilab Enterprises desde Julho de 2012.
Distribuído gratuitamente via Internet desde 1994, o Scilab é atualmente usado em diversos ambientes industriais e educacionais pelo mundo.

## Visão geral
Scilab é uma linguagem de programação de alto nível, orientada à análise numérica. A linguagem provê um ambiente para interpretação, com diversas ferramentas numéricas. Algoritmos complexos podem ser criados em poucas linhas de código, em comparação com outras linguagens como C, Fortran, ou C++.

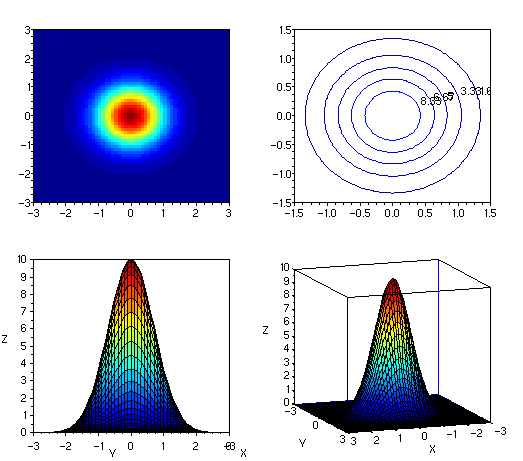
Scilab - exemplo 3d.

Scilab inclui centenas de funções matemáticas com a possibilidade de adicionar interativamente programas de várias linguagens (FORTRAN, C, C++ ou Java). Possui sofisticadas estruturas de dados, incluindo listas, polinômios, sistemas lineares e um interpretador de linguagem de programação de alto nível. O usuário pode definir novos tipos de informação e operações sobre esses tipos.
Um número de ferramentas estão disponíveis neste sistema:
- Gráficos 2D e 3D, animação;

- Álgebra linear, matrizes esparsas;

- Polinômios e funções racionais;

- Interpolação, aproximação;

- Simulação: resolvedor de sistemas de equações diferenciais explícitos e implícitos;

- Scicos: modelador e simulador de sistemas dinâmicos híbridos;

- Clássico e robusto controle, otimização LMI;

- Otimização diferencial e não diferencial;

- Processamento de sinais;

- Grafos e Redes;

- Scilab paralelo;

- Estatística;

- Interface com o Computer Algebra Maple;

- Interface com Fortran, C, C++, Java.

## Sintaxe
SciLab possui uma sintaxe baseada no MATLAB. Os scripts podem ser executados usando-se o interpretador da linguagem, --> . Dessa forma Scilab pode ser usado como um terminal matemático interativo.

## Módulos externos
O Scilab tem diversos módulos ou toolboxes para diferentes tarefas:
- Scilab Image Processing toolbox (SIP), desenvolvido por um grupo brasileiro, o Lab Macambira. Essa toolbox deu origem a algumas variantes (como o SIVP).
- Toolbox de Wavelets

Mais toolboxes estão listadas no ATOMS Portal.